# Международный университет «Евразия»
Международный университет Евразия (арм. Եվրասիա միջազգային համալսարան, EIU) предоставляет образовательные возможности в рамках национальной квалификации РА по степеням: VI — бакалавр, VII — магистр, VIII — исследователь (научная степень — кандидат наук). Программами базового высшего профессионального образования университета являются: Менеджмент, Юриспруденция, Иностранные языки (английский, французский, немецкий), Фармация и Информационные системы (ИС).
Начиная с 2013 г. и по сей день университет предлагает следующие программы по присвоению степени кандидата: Экономика и управление ее отраслями (Ը.00.02), Немецкие языки (Ժ.02.07) и Публичное право (конституционное, административное, финансовое, местное самоуправление, природоохранное, европейское право, государственное управление) (ԺԲ.00.02)
Магистерская степень включает следующие специальности: Конституционное право, Гражданское право и судебный процесс, Уголовное право и судебный процесс, Международное и европейское право, Менеджмент, Управление проектами, Управление электронным бизнесом, Гостиничный менеджмент, Английский язык и литература (TEFL), Фармация и Информационным системы (ИС).
В 2002 году университет прошел общую аккредитацию, затем дважды прошел  институциональную аккредитацию (в 2015 году аккредитован сроком на два года, а в ноябре 2018 года — сроком на четыре года) Национальным центром обеспечения качества профессионального образования согласно «Стандартам и рекомендациям для обеспечения качества в Европейском пространстве высшего образования»․ ЕМУ один из двух частных университетов республики (из 25-и), который получил аккредитацию сроком на 4 года.
С 2005 года университет перешел на Европейскую систему перевода и накопления кредитов (ECTS) и работает по Болонскому плану действий: университет постоянно сравнивает образовательные программы университетов-партнеров ЕС, обеспечивая сопоставимость и гармонизацию образовательных программ, а также способствует продвижению мобильности административного персонала и студентов.
Сотрудничая с рядом университетов ЕС в рамках программы Эрасмус Мундус (EIU – член консорциумов ALRAKIS, ALRAKIS 2 и MID) и в дальнейшем Erasmus + KA1, МУЕ принял политику полного признания кредитов и разработал соответствующие механизмы для осуществления данной политики. По количеству реализованных проектов в рамках программы Erasmus + KA1 университет находится в ряду пяти лучших университетов республики.
Выпускникам Международного университета Евразия выдаются приложения диплома по разработанной форме Европейской комиссии, Европейского Совета и ЮНЕСКО / СЕПЕСС. Кредиты, полученные в университетах-партнерах, четко фиксируются в приложениях диплома, что помогает студентам дифференцировать образовательный путь и иметь лучшие возможности трудоустройства.
В рамках финансируемой Евросоюзом программы Erasmus + HARMONY (разработка подходов ЕС и  университетов-партнеров к гармонизации инновационных комплексных стратегий интернационализации в области высшего образования и исследований), а также в процессе реализации предложений и программ партнеров ЕС и на основании выполненного анализа, МУЕ разработал отдельную стратегию интернационализации, которая называется «Развитие  ДНК Международного Университета Евразии». Новая стратегия интернационализации выделяет ряд основных составляющих, которые включены в пяти основных направлениях: (i) интернационализация управленческого и академического персонала; (ii) содействие мобильности студентов, увеличение числа иностранных студентов; (iii) интернационализация образовательных программ и их контента; (iv) интернационализация исследований и расширение международного сотрудничества; (v) повышение международного видения МУЕ.

## История
Евразийский международный университет (Международный университет и гуманитарный институт «Евразия») был основан в 1996 году; университет был официально аккредитован по указу Министерства образования и науки Республики Армения 13 марта 2002 года. Сегодня он имеет право выдавать дипломы государственного образца. После окончания обучения университет также предоставляет дополнения к дипломам, которые соответствуют стандартам, установленным Европейской комиссией, Советом Европы и ЮНЕСКО / СЕПЕС.
В 2005 году Евразийский международный университет перешёл на академическую кредитную систему (ECTS) и инициировал ряд программ по международному обмену студентов и преподавателей. Университет предлагает возможности по получению академического образования на следующих уровнях национальной квалификационной структуры Республики Армения: бакалавриат (VI), магистра (VII), научные исследования (VIII, ученая степень доктора).
Согласно его собственным словам, университет уже десять лет «предан своей стратегии интернационализации и активно сотрудничает с международными организациями» — он присоединился или стал членом «ряда международных стипендиальных программ». В рамках этих программ университет провел «ряд международных проектов на различных уровнях, таких как: обмен студентами, тренинги и семинары для преподавателей и сотрудников».
В 2015 году университет «Евразия» был аккредитован во второй раз Национальным центром обеспечения качества профессионального образования: указ затем был утвержден Министерством образования и науки Республики Армения. Со дня основания лучшим студентам университет предоставляет возможность обучения на бесплатной основе: каждый год около 10 % студенческого состава учатся бесплатно, 20-30 % студентов получают финансовую поддержку на время обучения.

## Специальности
Международный университет и гуманитарный институт «Евразия» проводит обучение по следующим специальностям:
- Менеджмент,
- Юриспруденция,
- Иностранные языки ( английский, французский, немецкий),
- Фармация
- Информационные системы (ИС).

## Возможности обмена
Международный центр по исследованиям и связям Международного университета Евразия предоставляет студентам МУЕ исключительную возможность пройти обучение за границей. В данный момент при содействии Евросоюза в результате сотрудничества МУЕ с партнерами-университетами доступны программы по обмену в следующих университетах:
1. Варшавский университет Естественных наук (Warsaw University of Life Sciences[1]),
2. Варшавский Университет экономики  (Warsaw School of Economics[2]),
3. Университет Ближнего Востока, Турция (Middle-East University in Turkey[3]),
4. Чешский университет им. Масарика (Masaryk University[4])
5. Вильнюсский университет им. Миколаса Ромериса  (Mykolas Romeris University[5]),
6. Университет им. Аристотеля, г. Тессалоники (Aristotle University of Thessaloniki[6])
7. Университет Сантьяго-де-Компостела, Испания (University of Santiago de Compostela[7])
8. Университет Валенсии, Испания (University of Valencia[8])
9. Кипрский университет (University of Cyprus[9])
10. Александровский технологический образовательный институт в Салониках ( Alexander Technological Educational Institute of Thessaloniki[10] )
11. Ягеллонский университет (Jagiellonian University[11])
12. Университет Лодзи (University of Lodz[12])

Программы по обмену реализуются при поддержке Евросоюза и в рамках программы Эрасмус+ студентам предоставляется ежемесячная стипендия в размере 700-800 евро на проживание и на другие расходы. Спонсор оплачивает и дорожные расходы.